# ビセンテ・パディーヤ
ビセンテ・デラクルーズ・パディーヤ（Vicente de la Cruz Padilla、1977年9月27日 - ）は、ニカラグア・チナンデガ県チナンデガ出身の元プロ野球選手（投手）。
福岡ソフトバンクホークスでの登録表記はヴィセンテ・パディーヤ。

## 経歴

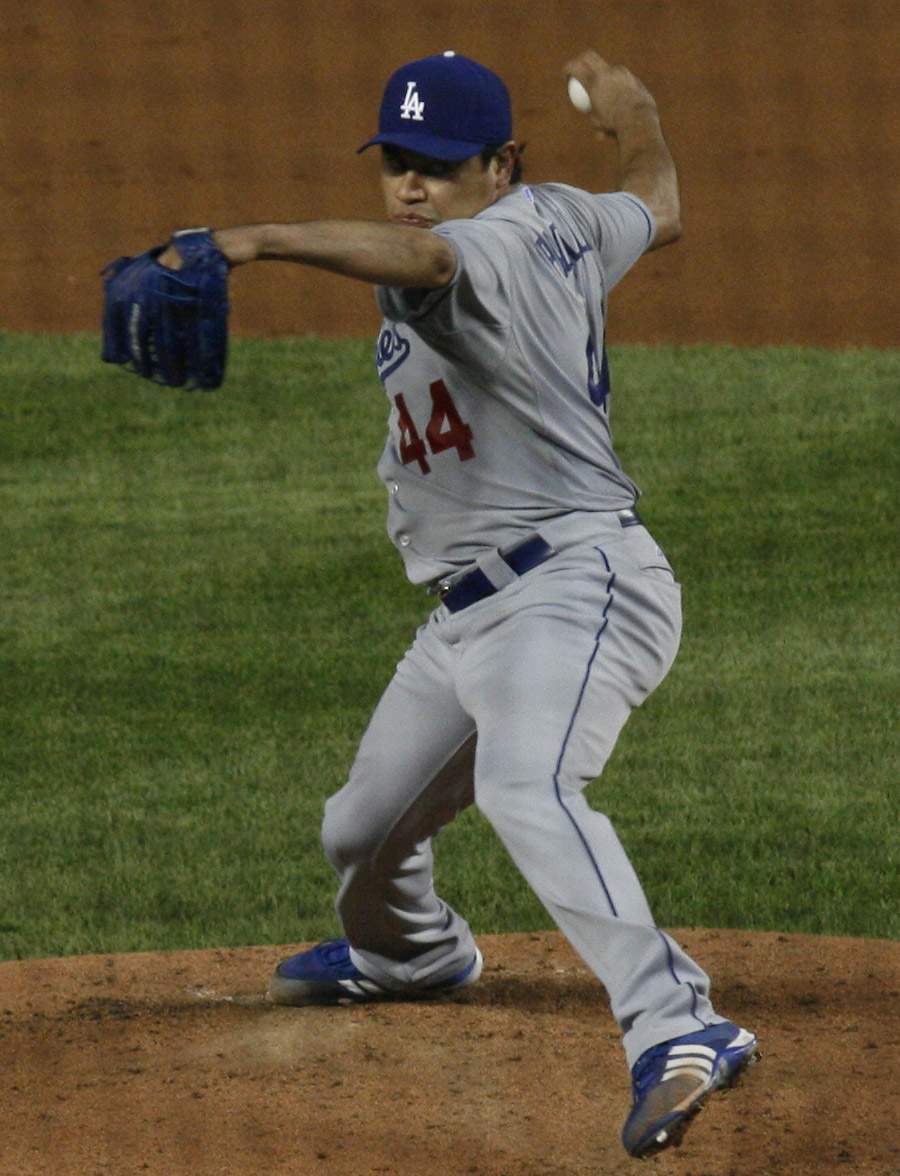
ドジャース時代（2009年）

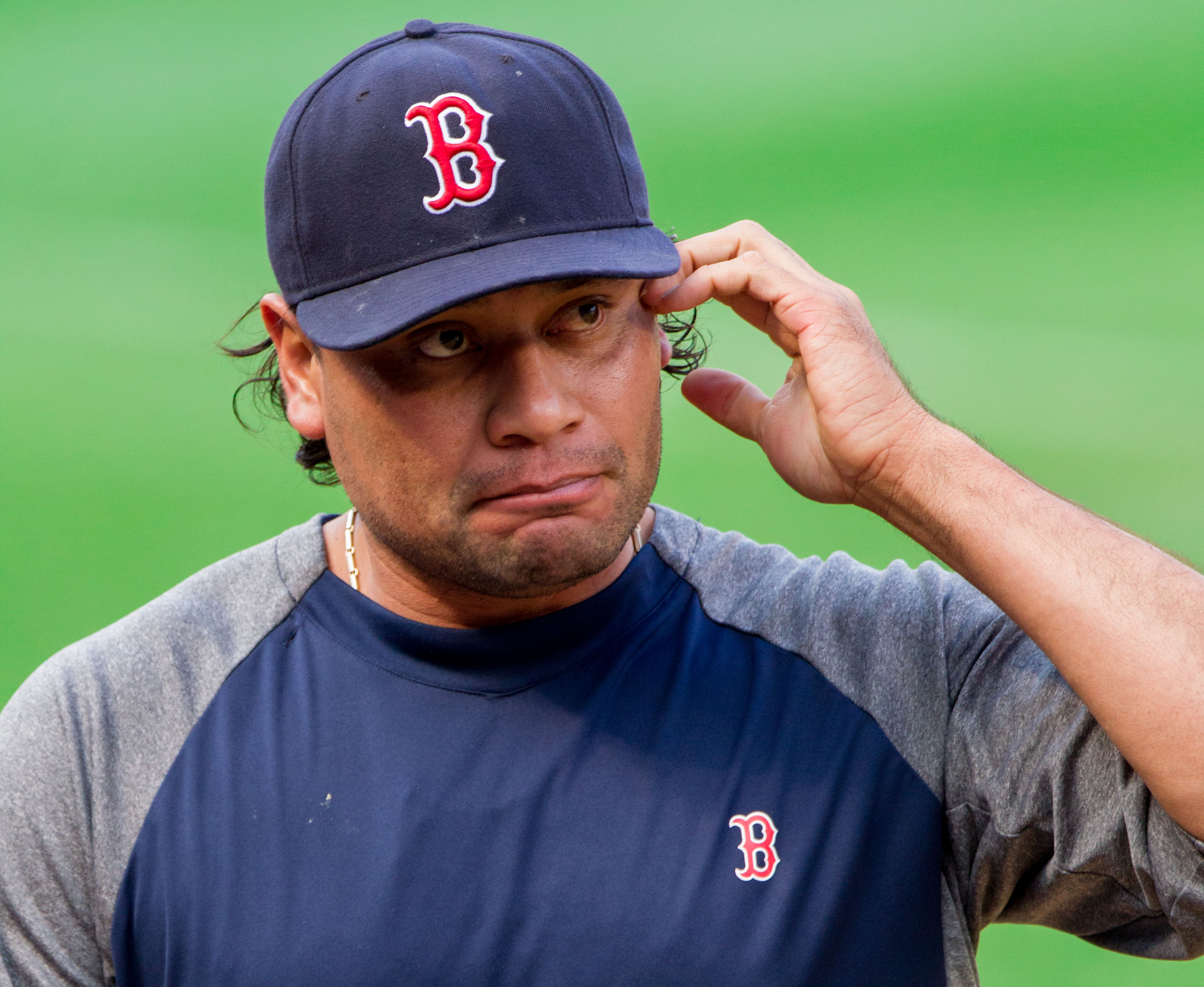
レッドソックス時代（2012年5月22日）

### アマチュア時代
1998年のIBAFワールドカップにニカラグア代表として出場し銅メダルを獲得。

### ダイヤモンドバックス時代
1998年8月24日に、アマチュアFAでアリゾナ・ダイヤモンドバックスと契約。
1999年6月29日にメジャーデビューを果たす。5試合に登板して防御率16.87と結果を残す事が出来なかったが、貴重な経験を積んだ年になった。
2000年はリリーフ投手として27試合に登板し、防御率2.31と好投を見せる。5月9日のロサンゼルス・ドジャース戦では初勝利をあげた。

### フィリーズ時代
2000年シーズン途中の7月26日にカート・シリングとのトレードで、オマー・ダール、ネルソン・フィゲロア、トラビス・リーと共にフィラデルフィア・フィリーズへ移籍。フィリーズでは28試合に登板し、防御率5.34と結果を残す事が出来なかった。
2001年もリリーフ投手として登板し、防御率4.24とやや復調した。
2002年より先発投手へと転向し、開幕から先発ローテーションに定着。オールスターゲームにも初選出され、シーズンでは32試合に登板し、14勝を挙げた。
2003年2月5日にフィリーズと1年契約に合意。シーズンは先発投手としてフル回転し、2年連続となる防御率3.00台と14勝を記録した。オフに、地元ニカラグアで乗っていた車が追突事故を起こし、同乗者の1人が死亡。パディーヤ自身も骨折を負った。
2004年1月30日にフィリーズと1年契約に合意。5月29日に肘の故障で15日間の故障者リスト入りし、8月10日に復帰した。この年は怪我の影響もあり、20試合の登板にとどまった。
2005年も前年からの肘痛が完治せず、3月30日に15日間の故障者リスト入りした。4月19日に復帰。27試合に登板したものの、2年連続で2桁勝利を逃した。

### レンジャース時代
2005年12月12日にトレードでテキサス・レンジャーズへ移籍した。
2006年1月28日にレンジャーズと1年契約に合意。シーズンは先発ローテーションに定着。8月15日のロサンゼルス・エンゼルス・オブ・アナハイム戦で危険球を投じたため、8月17日にMLBが5試合の出場停止処分を発表した。防御率は4.00台だったが、勝利と奪三振で自己ベストの数値を記録した。10月30日にFAとなったが、12月9日にレンジャーズと3年契約に合意した。
2007年もレンジャーズの先発の軸となったが、9月18日のオークランド・アスレチックス戦でニック・スウィッシャーに投じた球が死球となり、それが原因で乱闘騒ぎを起こし、9月18日に7試合の出場停止処分を受けた。
2008年は防御率は4.00点台だったが、チームトップの14勝を記録。
2009年8月7日にDFAとなり、8月17日に放出された。

### ドジャース時代
2009年8月19日にロサンゼルス・ドジャースとマイナー契約を結んだ。8月26日にメジャーへ復帰した。11月6日にFAとなった。
2010年1月21日にドジャースと再契約した。右前腕の故障で4月23日から欠場し、6月19日に復帰。8月10日には対フィリーズ線で全球団勝利を達成も8月19日から首の故障で戦列を離れた。11月1日にFAとなったが、12月9日にドジャースと再契約した。
2011年3月31日に右腕の故障で、15日間の故障者リスト入りした。4月22日に復帰。5月18日に前腕を故障し、5月19日に再び故障者リスト入りした。9月6日に60日間の故障者リストへ異動し、そのままシーズンを終えた。この年は9試合の登板に終わり、10月30日にFAとなった。

### レッドソックス時代
2012年1月16日、ボストン・レッドソックスとマイナー契約を結んだ。4月4日にメジャー契約を結んだ。リリーフ投手として56試合に登板し、4勝1敗1セーブ、防御率4.50だった。10月29日にFAとなった。

### ソフトバンク時代
2013年1月30日、福岡ソフトバンクホークスと1年契約を結んだ。年俸は290万ドル（約2億6400万円）プラス出来高払いの総額325万ドル（約2億9600万円）。背番号は42。NPB史上デビッド・グリーンに次ぐ2人目のニカラグア出身選手である。
通算としては3勝に終わり、10月15日、球団から退団が発表された。

### ソフトバンク退団後
2015年7月にはパンアメリカン競技大会にニカラグア代表で出場した。2試合に登板し0勝1敗の成績で、チームもグループリーグの突破は果たせなかった。
2020年/2021年シーズンより、ニカラグアのウィンターリーグ（LBPN）に所属するティグレス・デル・チナンデガの監督を務めている。

## 選手としての特徴
150km/h前後の速球（フォーシーム、シンカー）・スライダー・チェンジアップ・スプリットなど多彩な変化球を持つ。また、80km/h前後のスローカーブも投げる。
内角を厳しく攻めていわゆるビーンボールを投げる「ヘッドハンター」と疑われており、2006年にはリーグ最多の17与死球を記録している。

## 詳細情報

### 年度別投手成績
| 年 度     | 球 団        | 登 板 | 先 発 | 完 投 | 完 封 | 無 四 球 | 勝 利 | 敗 戦 | セ 丨 ブ | ホ 丨 ル ド | 勝 率 | 打 者 | 投 球 回 | 被 安 打 | 被 本 塁 打 | 与 四 球 | 敬 遠 | 与 死 球 | 奪 三 振 | 暴 投 | ボ 丨 ク | 失 点 | 自 責 点 | 防 御 率 | W H I P |
| --------- | ------------ | ----- | ----- | ----- | ----- | -------- | ----- | ----- | -------- | ----------- | ----- | ----- | -------- | -------- | ----------- | -------- | ----- | -------- | -------- | ----- | -------- | ----- | -------- | -------- | ------- |
| 1999      | ARI          | 5     | 0     | 0     | 0     | 0        | 0     | 1     | 0        | 1           | .000  | 19    | 2.2      | 7        | 1           | 3        | 0     | 0        | 0        | 0     | 0        | 5     | 5        | 16.88    | 3.75    |
| 2000      | ARI          | 27    | 0     | 0     | 0     | 0        | 2     | 1     | 0        | 7           | .667  | 143   | 35.0     | 32       | 0           | 10       | 2     | 0        | 30       | 0     | 0        | 10    | 9        | 2.31     | 1.20    |
| 2000      | PHI          | 28    | 0     | 0     | 0     | 0        | 2     | 6     | 2        | 8           | .250  | 148   | 30.1     | 40       | 3           | 18       | 5     | 1        | 21       | 1     | 0        | 23    | 18       | 5.34     | 1.91    |
| '00計     | PHI          | 55    | 0     | 0     | 0     | 0        | 4     | 7     | 2        | 15          | .364  | 291   | 65.1     | 72       | 3           | 28       | 7     | 1        | 51       | 1     | 0        | 33    | 27       | 3.72     | 1.53    |
| 2001      | PHI          | 23    | 0     | 0     | 0     | 0        | 3     | 1     | 0        | 1           | .750  | 144   | 34.0     | 36       | 1           | 12       | 0     | 0        | 29       | 1     | 0        | 18    | 16       | 4.24     | 1.41    |
| 2002      | PHI          | 32    | 32    | 1     | 1     | 0        | 14    | 11    | 0        | 0           | .560  | 862   | 206.0    | 198      | 16          | 53       | 5     | 15       | 128      | 6     | 2        | 83    | 75       | 3.28     | 1.22    |
| 2003      | PHI          | 32    | 32    | 1     | 1     | 1        | 14    | 12    | 0        | 0           | .538  | 876   | 208.2    | 196      | 22          | 62       | 4     | 16       | 133      | 3     | 2        | 94    | 84       | 3.62     | 1.24    |
| 2004      | PHI          | 20    | 20    | 0     | 0     | 0        | 7     | 7     | 0        | 0           | .500  | 503   | 115.1    | 119      | 16          | 36       | 6     | 10       | 82       | 2     | 0        | 63    | 58       | 4.53     | 1.34    |
| 2005      | PHI          | 27    | 27    | 0     | 0     | 0        | 9     | 12    | 0        | 0           | .429  | 654   | 147.0    | 146      | 22          | 74       | 9     | 8        | 103      | 1     | 0        | 79    | 77       | 4.71     | 1.50    |
| 2006      | TEX          | 33    | 33    | 0     | 0     | 0        | 15    | 10    | 0        | 0           | .600  | 872   | 200.0    | 206      | 21          | 70       | 2     | 17       | 156      | 4     | 2        | 108   | 100      | 4.50     | 1.38    |
| 2007      | TEX          | 23    | 23    | 0     | 0     | 0        | 6     | 10    | 0        | 0           | .375  | 553   | 120.1    | 146      | 16          | 50       | 1     | 9        | 71       | 2     | 0        | 88    | 77       | 5.76     | 1.63    |
| 2008      | TEX          | 29    | 29    | 1     | 1     | 0        | 14    | 8     | 0        | 0           | .636  | 757   | 171.0    | 185      | 26          | 65       | 4     | 15       | 127      | 12    | 3        | 100   | 90       | 4.74     | 1.46    |
| 2009      | TEX          | 18    | 18    | 0     | 0     | 0        | 8     | 6     | 0        | 0           | .571  | 475   | 108.0    | 120      | 12          | 42       | 0     | 8        | 59       | 4     | 2        | 61    | 59       | 4.92     | 1.50    |
| 2009      | LAD          | 8     | 7     | 0     | 0     | 0        | 4     | 0     | 0        | 0           | 1.000 | 159   | 39.1     | 36       | 4           | 12       | 0     | 0        | 38       | 1     | 0        | 15    | 14       | 3.20     | 1.22    |
| '09計     | LAD          | 26    | 25    | 0     | 0     | 0        | 12    | 6     | 0        | 0           | .667  | 634   | 147.1    | 156      | 16          | 54       | 0     | 8        | 97       | 5     | 2        | 76    | 73       | 4.46     | 1.43    |
| 2010      | LAD          | 16    | 16    | 1     | 1     | 0        | 6     | 5     | 0        | 0           | .545  | 389   | 95.0     | 79       | 14          | 24       | 4     | 7        | 84       | 0     | 1        | 46    | 43       | 4.07     | 1.08    |
| 2011      | LAD          | 9     | 0     | 0     | 0     | 0        | 0     | 0     | 3        | 5           | ----  | 36    | 8.2      | 7        | 0           | 5        | 0     | 0        | 9        | 0     | 0        | 4     | 4        | 4.15     | 1.38    |
| 2012      | BOS          | 56    | 0     | 0     | 0     | 0        | 4     | 1     | 1        | 23          | .800  | 218   | 50.0     | 59       | 7           | 15       | 3     | 3        | 51       | 0     | 0        | 26    | 25       | 4.50     | 1.48    |
| 2013      | ソフトバンク | 16    | 9     | 0     | 0     | 0        | 3     | 6     | 0        | 3           | .333  | 245   | 58.2     | 50       | 3           | 17       | 0     | 7        | 40       | 2     | 1        | 29    | 25       | 3.84     | 1.14    |
| MLB：14年 | MLB：14年    | 386   | 237   | 4     | 4     | 1        | 108   | 91    | 6        | 45          | .543  | 6808  | 1571.1   | 1612     | 181         | 551      | 45    | 109      | 1121     | 37    | 12       | 823   | 754      | 4.32     | 1.38    |
| NPB：1年  | NPB：1年     | 16    | 9     | 0     | 0     | 0        | 3     | 6     | 0        | 3           | .333  | 245   | 58.2     | 50       | 3           | 17       | 0     | 7        | 40       | 2     | 1        | 29    | 25       | 3.84     | 1.14    |

- 各年度の太字はリーグ最高

### 記録
MLB投手記録
- 初登板：1999年6月29日、対シンシナティ・レッズ7回戦（シナジー・フィールド）、9回3番手で救援登板・完了、0回3失点で敗戦投手
- 初ホールド：1999年7月2日、対セントルイス・カージナルス5回戦（ブッシュ・スタジアムII）、7回2番手で救援登板、0回1/3無失点
- 初奪三振：2000年5月7日、対サンディエゴ・パドレス7回戦（バンク・ワン・ボールパーク）、8回表にEd Sprague, Jr.（英語版）から空振り三振
- 初勝利：2000年5月9日、対ロサンゼルス・ドジャース2回戦（バンク・ワン・ボールパーク）、延長11回6番手で救援登板・完了、1失点
- 初セーブ：2000年8月23日、対シンシナティ・レッズ6回戦（シナジー・フィールド）、9回4番手で救援登板・完了、0回2/3無失点
- 初先発・初先発勝利：2002年4月3日、対アトランタ・ブレーブス2回戦（ターナー・フィールド）、6回1失点
- 初完投勝利・初完封勝利：2002年5月10日、対アリゾナ・ダイヤモンドバックス1回戦（ベテランズ・スタジアム）

MLB打撃記録
- 初安打：2000年7月1日、対シンシナティ・レッズ2回戦（バンク・ワン・ボールパーク）、7回裏にエルマー・デセンスから中前安打
- 初打点：2002年4月25日、対サンディエゴ・パドレス3回戦（ベテランズ・スタジアム）、2回裏にBobby Jones（英語版）から適時左前安打

MLB節目の記録
- 1000投球回：2007年4月19日、対シカゴ・ホワイトソックス3回戦（USセルラー・フィールド）、4回裏にジャーメイン・ダイからセンターフライで1死
- 1000奪三振：2010年4月22日、対シンシナティ・レッズ3回戦（グレート・アメリカン・ボール・パーク）、6回裏にマイク・リークから空振り三振
- 100勝：2010年6月30日、対サンフランシスコ・ジャイアンツ6回戦（AT&Tパーク）、7回1失点
- 1500投球回：2010年8月10日、対フィラデルフィア・フィリーズ1回戦（シチズンズ・バンク・パーク）、1回裏にプラシド・ポランコからセカンドゴロで2死

MLBその他の記録
- オールスター出場：1回（2002年）
- 開幕投手：1回（2010年）

NPB投手記録
- 初登板・初先発：2013年4月4日、対埼玉西武ライオンズ3回戦（西武ドーム）、5回3失点で敗戦投手
- 初奪三振：同上、1回裏に片岡治大から見逃し三振
- 初勝利・初先発勝利：2013年5月20日、対中日ドラゴンズ2回戦（福岡 ヤフオク!ドーム）、6回4失点
- 初ホールド：2013年7月26日、対北海道日本ハムファイターズ12回戦（福岡 ヤフオク!ドーム）、7回2番手で救援登板、1回無失点

NPB打撃記録
- 初安打：2013年5月26日、対東京ヤクルトスワローズ2回戦（明治神宮野球場）、7回表に江村将也から中前安打

### 背番号
- 45 （1999年 - 2000年）
- 44 （2000年 - 2012年）
- 42 （2013年）